# Garota do Momento
Garota do Momento (título en español: La Chica del Momento) es una telenovela brasileña producida y transmitida por TV Globo del 4 de noviembre de 2024 al 27 de junio de 2025. Desarrollada por Alessandra Poggi, la telenovela fue dirigida por André Câmara y está protagonizada por Duda Santos, Pedro Novaes, Maisa, Carol Castro, Fábio Assunção, Lília Cabral, Letícia Colin y Paloma Duarte.

## Elenco
- Duda Santos como Beatriz Dourado[4][5]
- Pedro Novaes como Roberto "Beto" Sobral[6][7]
- Maisa como Beatriz "Bia" Dourado Alencar / Isabel Alencar[8][9]
- Carol Castro como Clarice Dourado Alencar[10][11]
- Fábio Assunção como Juliano Alencar[12][13]
- Lília Cabral como Maristela Alencar[14][15]
- Letícia Colin como Zélia[16][17]
- Paloma Duarte como Lígia Sobral[18]
- Danton Mello como Raimundo Sobral[19][20]
- João Vítor Silva como Ronaldo Sobral[21][22]
- Débora Ozório como Celeste Sobral[23][24]
- Caio Manhente como Eduardo[25]
- Klara Castanho como Eugênia Honório[26][27]
- Maria Flor como Anita[28]
- Eduardo Sterblitch como Alfredo Honório[16][29]
- Maria Eduarda de Carvalho como Teresa Honório[30][31]
- Philipp Lavra como Orlando[32]
- Tatiana Tiburcio como Vera Machado[33][34]
- Ícaro Silva como Ulisses Machado[35][36]
- Mariana Sena como Glória "Glorinha"[37][38]
- Cauê Campos como Basílio[39]
- Felipe Abib como Nelson[40]
- Silvero Pereira como Érico / Verônica Queen[41][42]
- Carla Cristina Cardoso como Iolanda[43][35]
- Rebeca Carvalho como Ana Maria[38][32]
- Caio Cabral como Carlos "Carlito"[38][32]
- Ana Flávia Cavalcanti como Marlene[44]
- Gabriel Milane como Luiz Cláudio "Topete"[38][32]
- Pedro Goifman como Augusto "Guto"[38]
- Cridemar Aquino como Sebastião Machado[45][46]
- Flávia Reis como Jacira[47][48]
- Mariah da Penha como Aparecida[38][32]
- Arlinda Di Baio como Conceição[38][32]
- João Vithor Oliveira como Mauro[32][49]
- Sergio Kauffmann como Sérgio Amorim[50]
- Sidy Correa como Dr. Protásio[38][32]
- Cilene Guedes como Coralina[50]
- Jéssica Lamana como Susana[50]
- Luisa Lovato como Lucinha[50]

### Participaciones especiales
- Solange Couto como Carmem Dourado[51][52]
- Bete Mendes como Arlete[53][25]
- Julia Stockler como Valéria[54]
- Gaby Amarantos como Emília Costa[55]
- Thiago Voltolini como Rodolfo
- Laura Morena como Beatriz (niña)

## Audiencia
| Temporada | Episodios | Primera emisión        | Primera emisión              | Última emisión      | Última emisión               | Prom. de espectadores (Puntos de rating) |
| Temporada | Episodios | Fecha                  | Audiencia (Puntos de rating) | Fecha               | Audiencia (Puntos de rating) | Prom. de espectadores (Puntos de rating) |
| --------- | --------- | ---------------------- | ---------------------------- | ------------------- | ---------------------------- | ---------------------------------------- |
| 1         | 202       | 4 de noviembre de 2024 | 21,0                         | 27 de junio de 2025 | 21,5                         | 18,1                                     |